# بوراس مروحي
بوراس مروحي أو نخيل الدليب أو نخيل الدوليب (الاسم العلمي: Borassus flabellifer) هو نوع نباتي يتبع جنس البوراس من فصيلة الفوفلية.

## أسماء
نخيل الدليب أو نخيل الدوليب، نخيل تدمر الآسيوي، نخيل السكر، نخيل كمبودي ونخيل تودي، أو يسمى تال أو دوم أو شجرة المقل.

## أنواع البوراس
- بوراس
- بوراس أثيوبي (الاسم العلمي: Borassus aethiopum)
- بوراس أكياسي (الاسم العلمي: Borassus akeassii)
- بوراس هينياني (الاسم العلمي: Borassus heineanus)
- بوراس مدغشقري (الاسم العلمي: Borassus madagascariensis)

## معرض صور

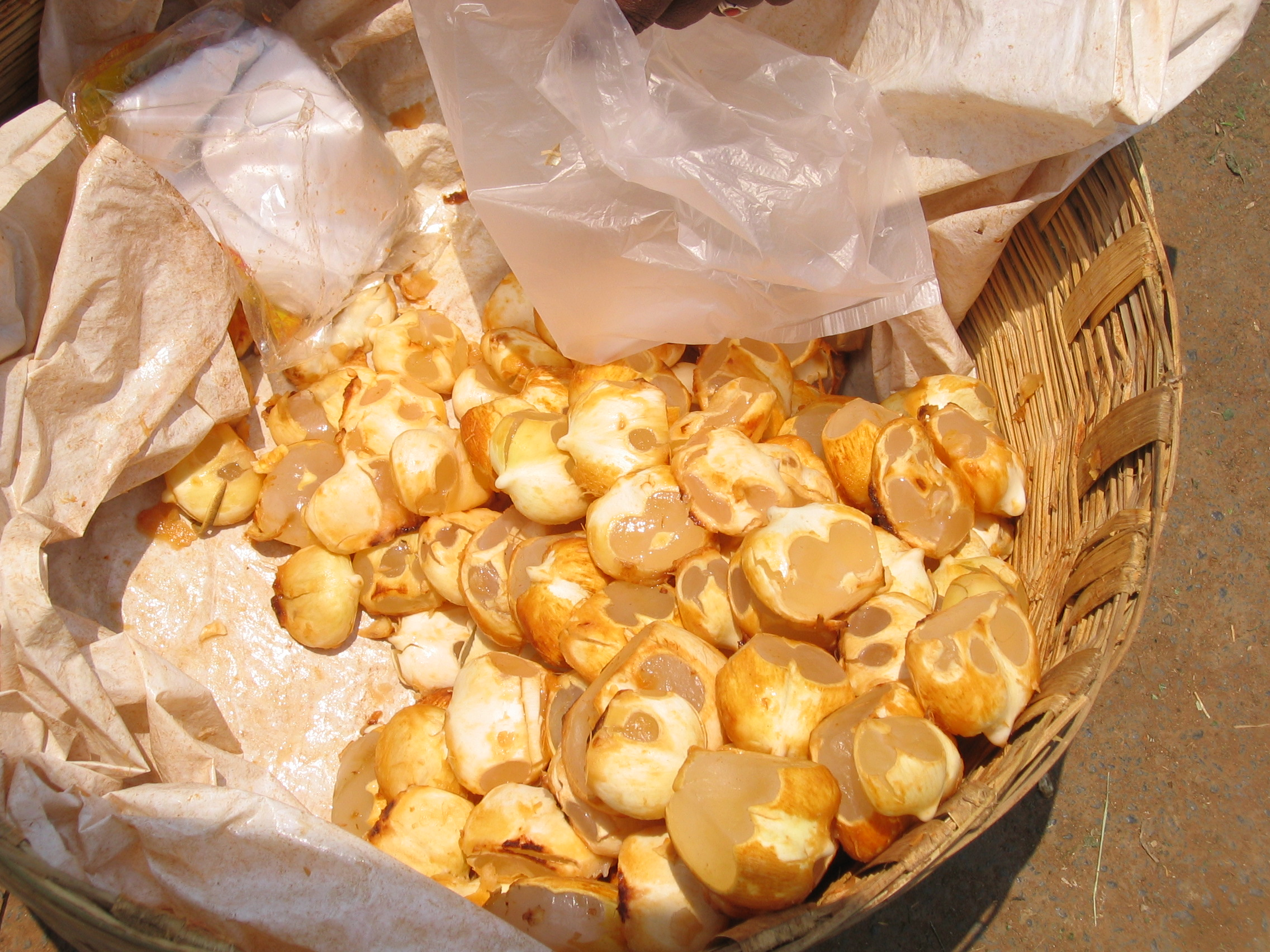
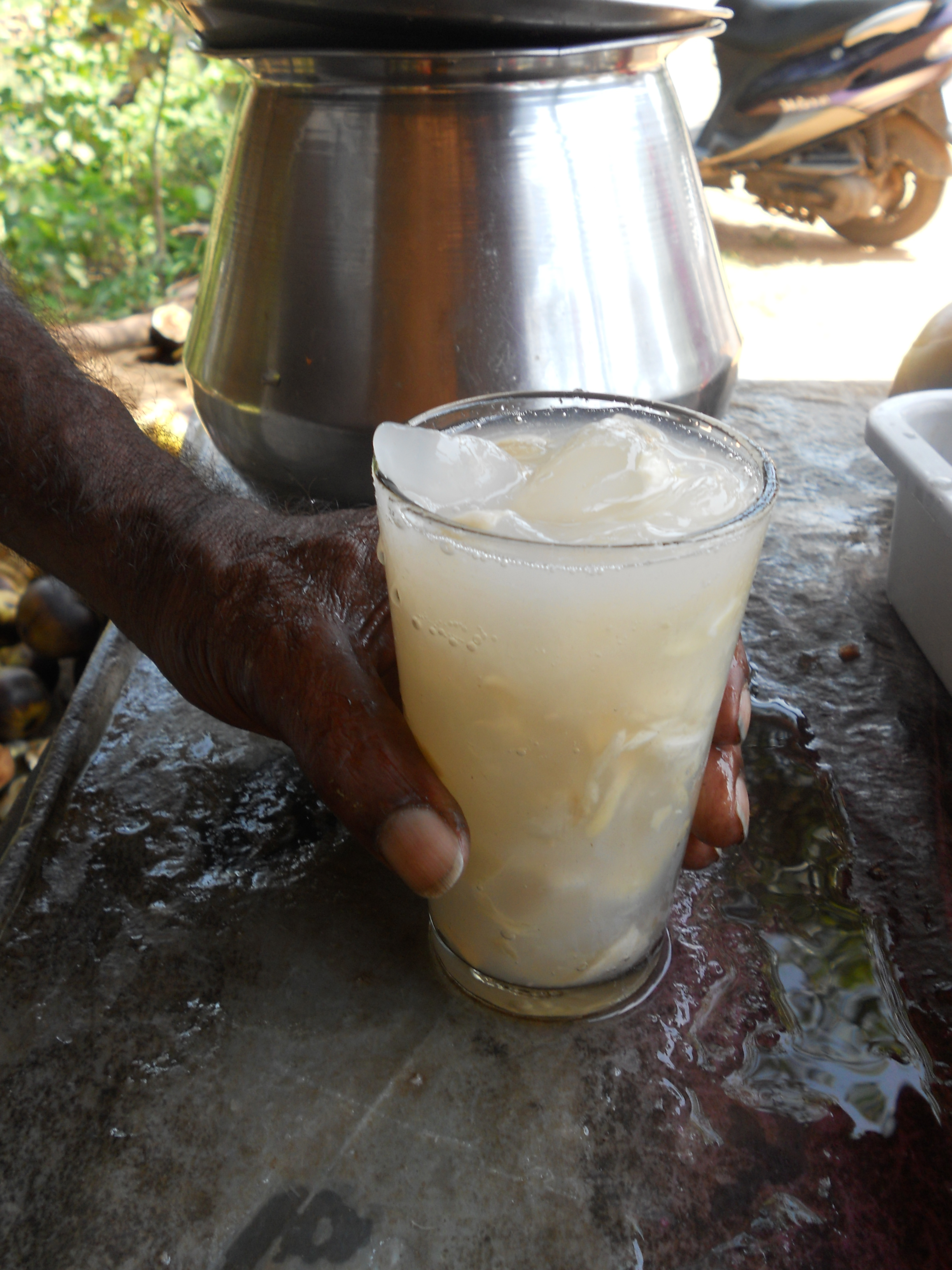
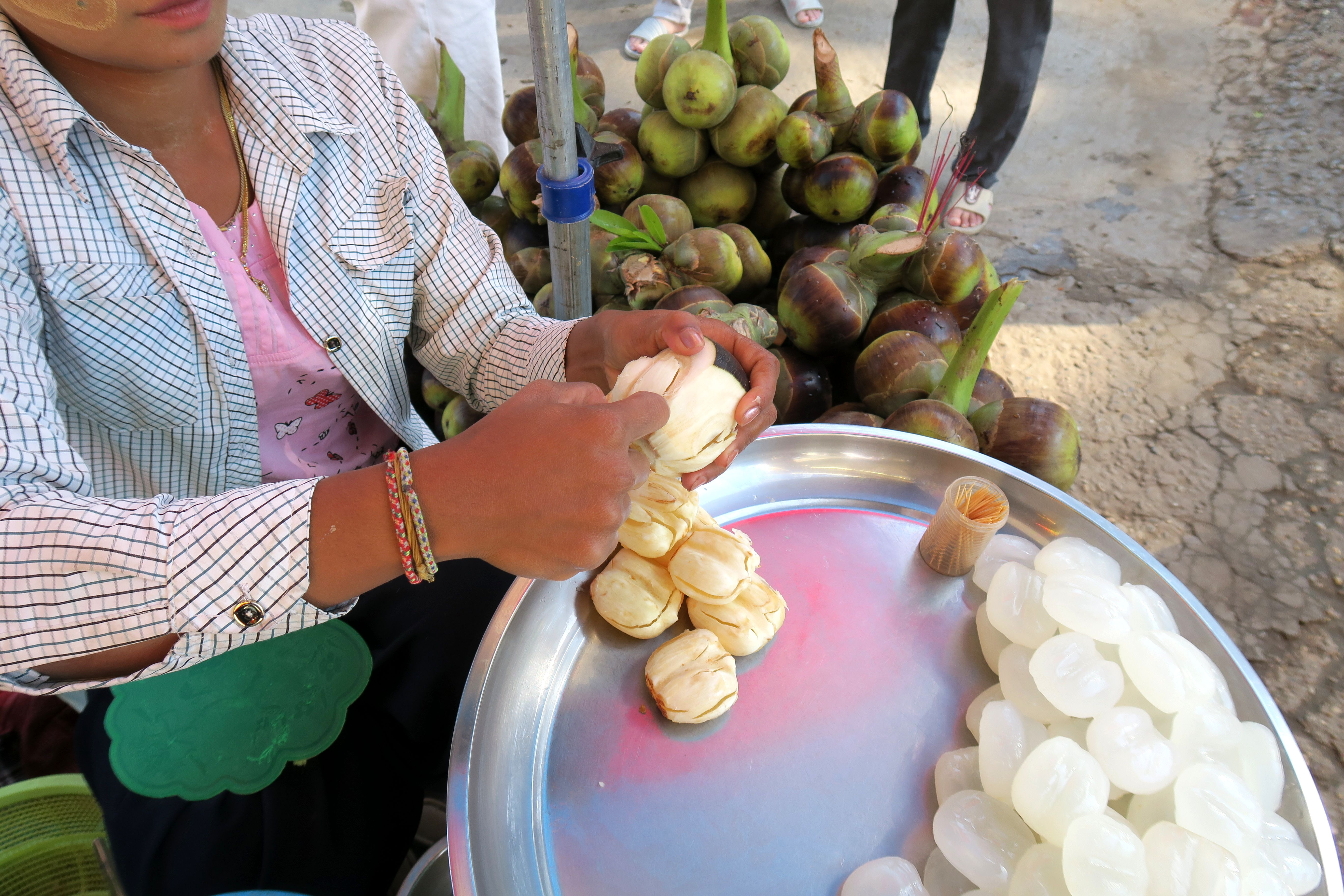